# Panglima Estino
Panglima Estino is een gemeente in de Filipijnse provincie Sulu op het eiland Jolo. Bij de laatste census in 2007 had de gemeente ruim 35 duizend inwoners.

## Geografie

### Bestuurlijke indeling
Panglima Estino is onderverdeeld in de volgende 12 barangays:
| - Gagguil - Gata-gata - Jinggan - Kamih-Pungud - Lihbug Kabaw - Likbah | - Lubuk-lubuk - Marsada - Paiksa - Pandakan - Punay - Tiptipon |

## Demografie
Panglima Estino had bij de census van 2007 een inwoneraantal van 35.263 mensen. Dit zijn 13.820 mensen (64,4%) meer dan bij de vorige census van 2000. De gemiddelde jaarlijkse groei komt daarmee uit op 7,10%, hetgeen hoger is dan het landelijk jaarlijks gemiddelde over deze periode (2,04%). Vergeleken met de census van 1995 is het aantal mensen met 16.666 (89,6%) toegenomen.

De bevolkingsdichtheid van Panglima Estino was ten tijde van de laatste census, met 35.263 inwoners op 125,1 km², 281,9 mensen per km².